# Cantó de Léré
El cantó de Léré és un cantó francès del departament del Cher, situat al districte de Bourges. Té 7 municipis i el cap és Léré.

## Municipis
- Belleville-sur-Loire
- Boulleret
- Léré
- Sainte-Gemme-en-Sancerrois
- Santranges
- Savigny-en-Sancerre
- Sury-près-Léré

## Història
| Data d'elecció                           | Identitat         | Partit                    | Qualitat |
| ---------------------------------------- | ----------------- | ------------------------- | -------- |
| 1945-1964                                | Charles Maudry    | SFIO                      |          |
| 1964-1949                                | Dominique Bulteau | Divers droite             |          |
| 1970-1994                                | Raymond Goudou    | CD, després divers droite |          |
| 1994-2008                                | Dominique Bulteau | Divers droite             |          |
| 2008-                                    | Pascal Viguiét    | PS                        |          |
| les dades anteriors no són pas conegudes |                   |                           |          |
|                                          |                   |                           |          |

## Demografia
| A partir de 1990: Població sense dobles comptes |